# Svarttjärnen (Malingsbo socken, Dalarna)
Svarttjärnen är en sjö i Smedjebackens kommun i Dalarna och ingår i Norrströms huvudavrinningsområde. Sjön har en area på 0,0872 kvadratkilometer och ligger 168 meter över havet.

## Delavrinningsområde
Svarttjärnen ingår i det delavrinningsområde (664392-148231) som SMHI kallar för Ovan Håltjärnsbäcken. Medelhöjden är 181 meter över havet och ytan är 10,39 kvadratkilometer. Räknas de 17 avrinningsområdena uppströms in blir den ackumulerade arean 257,5 kvadratkilometer. Hedströmmen som avvattnar avrinningsområdet har biflödesordning 3, vilket innebär att vattnet flödar genom totalt 3 vattendrag innan det når havet efter 217 kilometer. Avrinningsområdet består mestadels av skog (83 procent). Avrinningsområdet har 1,25 kvadratkilometer vattenytor vilket ger det en sjöprocent på 1,8 procent.